# Lizzie van Zyl
Lizzie van Zyl, diminutivo di Elizabeth Cecilia van Zyl (22 aprile 1894 – Bloemfontein, 9 maggio 1901), è stata una bambina boera morta in un campo di concentramento britannico.

## Biografia
Lizzie nacque nell'aprile 1894 nello Stato Libero dell'Orange. Il padre, Hermanus Egbert Pieter van Zyl rifiutò di arrendersi agli inglesi, per cui Lizzie e sua madre Elizabeth furono internate in un campo di concentramento britannico vicino a Bloemfontein e in quanto "soggetti indesiderati" furono sottoposte a condizioni di vita durissime e con le razioni di cibo ridotte al minimo.
Entrata nel campo a poco meno di 7 anni di età, patì la fame e si ammalò velocemente al punto che fu trasferita in un ospedale interno dopo poco più di un mese di permanenza nel campo. Trascurata e abbandonata a sé stessa, morì di febbre tifoide poco dopo.

### La foto di Lizzie
La foto, scattata da un altro internato di nome de Klerk, fu spedita da Arthur Conan Doyle (che lavorava come medico volontario durante la guerra) al politico Joseph Chamberlain. Entrambi erano pubblicamente sostenitori della guerra contro i Boeri. Doyle scrisse anche una breve opera, The War in South Africa: Its Cause and Conduct, in cui esponeva le sue argomentazioni a sostegno.  L'immagine venne usata a scopo propagandistico, per diffondere l'idea che i Boeri si disinteressassero della sorte dei propri figli, accompagnata dalle dichiarazioni che la foto era stata scattata al momento dell'arrivo della bambina al campo di concentramento e che la madre di Lizzie era stata rinviata a giudizio per abbandono della figlia. 
Tuttavia, Emily Hobhouse, attivista pacifista britannica che stava indagando sulla condizione dei campi di concentramento inglesi, non trovò nessuna traccia di azioni giudiziarie a carico della madre di Lizzie; contattò inoltre de Klerk, che le confermò che la foto di Lizzie era stata scattata due mesi dopo l'internamento e non al momento dell'arrivo al campo.
Emily Hobhouse denunciò la morte della bambina come un esempio delle dure condizioni a cui erano sottoposti i Boeri internati e descrisse Lizzie come una "piccola bambina fragile e debole con un disperato bisogno di cure". Gli editori dei rapporti di Hobhouse inizialmente si rifiutarono di pubblicare la foto di Lizzie.